# Koyote 6
《Koyote 6》는 대한민국의 3인조 혼성그룹 코요태의 정규 6집 앨범이다. 'Koyote 6'는 단순히 여섯 번째 정규 음반임을 나타내는 표식으로, 별도의 앨범 타이틀은 없다. 빽가를 객원 멤버로 영입하여 활동하였다.

## 개요

### 타이틀곡 〈디스코왕〉
〈불꽃〉과의 경합 끝에 낙점된 타이틀곡 〈디스코왕〉은 그룹 결성 이래 최초로 밝은 분위기를 내세운 곡이며, 또한 타이틀곡의 이름이 두 글자였던 관행을 깬 첫 번째 곡이다. 발표 후 공중파 방송에서 4주 연속 1위를 차지하는 등 큰 인기를 끌었다.

### 후속곡 〈불꽃〉
본래 코요태 측에서는 후속곡으로  〈단장〉을 염두에 두고 있었으나, 음반 발매 당시부터 〈디스코왕〉을 능가하는 인기를 끌었던 〈불꽃〉으로 변경하여 활동하였다. 〈불꽃〉 또한 공중파 방송에서 4주 연속 1위를 차지하여, 코요태는 음반 발매 후 총 8주 연속 1위를 차지하는 기염을 토하였다.
표절 논란
〈불꽃〉 활동 종료 1주일 전부터 일본의 아라키 도요히사(荒木とよひさ)가 작곡한 〈사계의 노래〉(四季の歌)를 표절하였다는 의혹이 제기되었다. 작곡가는 '어릴 때 흥얼거렸던 곡을 기억하여 작곡한 것'이라고 해명하였으나, 코요태 측은 자숙의 의미로 당분간 예정되어 있었던 일정을 모두 취소하였다. 음반은 작곡가명을 수정한 후 다시 생산되었다.

### 삼속곡 〈Together〉
〈불꽃〉 활동 종료 후, 코요태는 삼속곡 〈Together〉를 마지막으로 6집 활동을 끝마쳤다.
연말까지 활동했던 5집 《非常》 등과 견주어볼 때 음반 활동이 짧다는 견해가 있었으나, 당시 배급사였던 EMI코리아와 1년에 앨범을 두 개 발표하는 계약을 맺었기 때문에 곧바로 7집 《Rainbow》 제작에 몰입하였다. 당시 신지의 발언에 따르면, 이미 6집 활동 후반기부터 《Rainbow》의 수록곡 녹음 작업을 진행 중이었다.

## 수록곡
| #            | 제목                                            | 작사         | 작곡           | 편곡         | 재생 시간 |
| ------------ | ----------------------------------------------- | ------------ | -------------- | ------------ | --------- |
| 1.           | 〈Line〉                                        | 이용민       | 이용민         | 이용민       | 3:49      |
| 2.           | 〈불꽃〉                                        | 이용민       | 이용민         | 이용민       | 3:52      |
| 3.           | 〈디스코왕〉                                    | 주영훈       | 주영훈         | 주영훈       | 3:56      |
| 4.           | 〈Drive〉                                       | 정진수       | 정정민         | 정정민       | 4:03      |
| 5.           | 〈Time〉                                        | 주영훈       | 주영훈         | 주영훈       | 3:36      |
| 6.           | 〈Never〉                                       | 정진수       | 정진수         | 정진수       | 3:40      |
| 7.           | 〈Unforgettable〉                               | 신지         | 전해성         | 전해성       | 3:58      |
| 8.           | 〈영웅〉                                        | 최원석       | 김규남         | 김규남       | 3:19      |
| 9.           | 〈어떤 남자〉                                   | 전해성       | 전해성         | 전해성       | 4:10      |
| 10.          | 〈Together〉                                    | 주영훈       | 주영훈         | 주영훈       | 3:47      |
| 11.          | 〈단장〉                                        | 김태희       | 정진수         | 정진수       | 3:57      |
| 12.          | 〈질주〉                                        | 이용민       | 이용민         | 이용민       | 4:10      |
| 13.          | 〈그날 이후〉                                   | 신지         | 전해성         | 전해성       | 4:04      |
| 14.          | 〈Moonlight〉                                   | 주영훈       | 주영훈         | 주영훈       | 3:39      |
| 15.          | 〈악담〉                                        | 하광석       | 김세진         | 김세진       | 3:39      |
| 16.          | 〈후애〉                                        | 하광석       | 김세진         | 김세진       | 4:14      |
| 17.          | 〈Non-Stop Mix (청바지 아가씨, Storm, 이제는)〉 | 주영훈       | 김명곤, 주영훈 | 정진수       | 7:34      |
| 총 재생 시간 | 총 재생 시간                                    | 총 재생 시간 | 총 재생 시간   | 총 재생 시간 | 1:06:07   |

## 미수록곡

### 〈놀자〉
본래 6집에 수록되어 멤버 김종민이 해당 곡의 타악기 반주를 선보이기로 예정된 곡이었으나, 계획이 변경되어 5집 《非常》에 수록되었다.

### 〈비밀〉
6집 제작 당시 수록곡 후보 중 하나로, 비슷한 분위기의 곡이 많았기 때문에 제외되었다. 이에 작곡가 정진수는 다른 가수에게 넘기려 하였는데, 신지의 반대로 무산되었고 이후 7집 《Rainbow》에 수록되었다.
음반 제작 당시 코요태는 총 25곡을 녹음하고 그 중 17곡을 채택하였는데, 〈비밀〉이 당시 녹음까지 이루어졌었는지는 알 수 없다.

### 〈비수〉
녹음까지 끝마쳤으나 수록되지 못한 8개곡 중 하나로, 이동통신사에서 통화연결음으로 서비스되던 곡이었다. 음원은 6집 활동 중 소리바다를 통해 유출되었고, 〈단장〉이라는 곡명으로 공유되었다. 2006년 발표된 김현정의 〈키스를 훔쳐보며〉의 후렴 부분이 〈비수〉와 매우 흡사한 것으로 보아, 작곡가는 심상원으로 추정된다.